# (2733) Hamina
(2733) Hamina – planetoida z pasa głównego asteroid okrążająca Słońce w ciągu 3 lat i 218 dni w średniej odległości 2,35 j.a. Została odkryta 22 lutego 1938 roku w obserwatorium w Turku przez Yrjö Väisälę. Nazwa planetoidy pochodzi od Haminy, miasta w Finlandii. Przed nadaniem nazwy planetoida nosiła oznaczenie tymczasowe (2733) 1938 DQ.